# СУ-76
СУ-76 — радянська легка самохідно-артилерійська установка (САУ), машина безпосередньої підтримки піхоти, що застосовувалася в Німецько-радянській війні.

## Історія

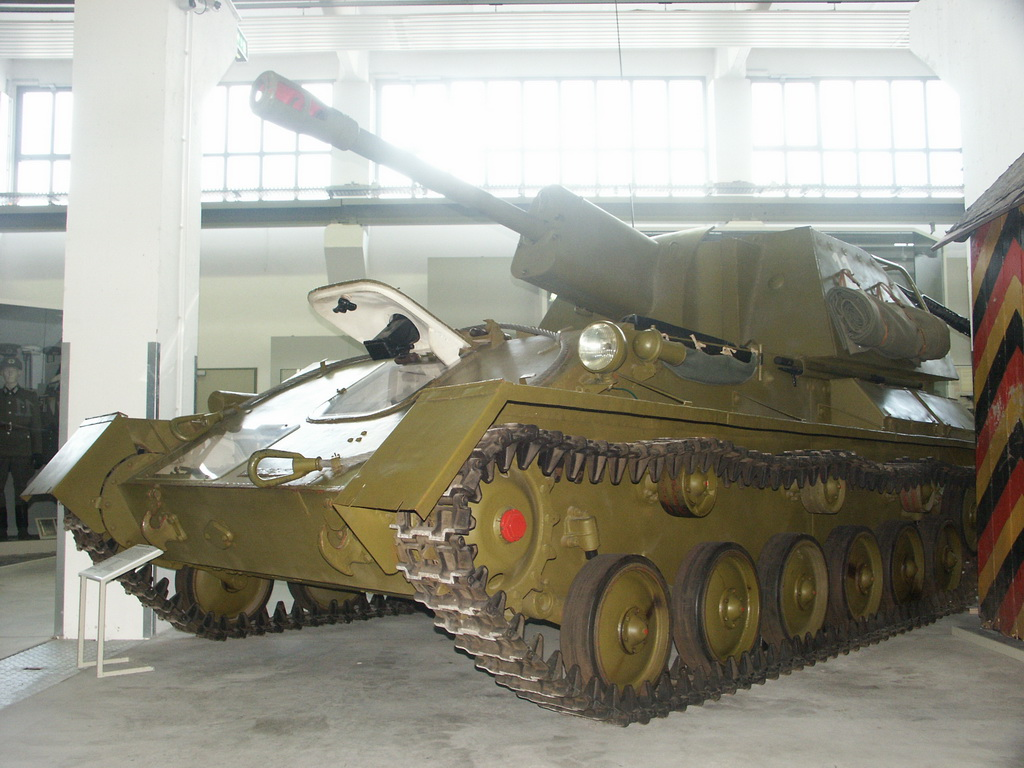
Самохідно-артилерійська установка СУ-76 в музеї Дрездена

СУ-76 була спільно розроблена конструкторськими бюро заводу № 38 в м. Кіров влітку 1942 року, велику роль у створенні самохідки зіграв Гінзбург Семен Олександрович. Перші машини цього типу були випущені пізньої осені 1942 року, причому вони були оснащені завідомо невдалою силовою установкою з двох паралельно встановлених автомобільних бензинових двигунів ГАЗ-202 потужністю 70 к.с. Ця силова установка була дуже складна в управлінні і викликала сильні крутильні коливання елементів трансмісії, що призводило до їх швидкої поломки. Спочатку САУ була повністю броньована, що призводило до незручності роботи екіпажу в бойовому відділенні. Ці недоліки розкрилися під час першого бойового застосування радянських серійних САУ на Волховському фронті, тому після випуску 320 машин серійне виробництво СУ-76 було зупинено і конструкція була відправлена на доопрацювання.
Однак великі потреби РСЧА в самохідній артилерії призвели до половинчастого рішення — залишити «паралельну» силову установку і загальне компонування машини по тій же схемі, але посилити її елементи з метою збільшення моторесурсу. Ця модернізація (вже без броньованого даху бойового відділення) отримала назву СУ-76М і пішла в серію влітку 1943 року, ряд САУ цього варіанту встиг потрапити на фронт до початку Курської битви. Тим не менш, результат у цілому виявився невтішним. Одним з головних винуватців за результатами внутрішнього розслідування був названий С. О. Гінзбург, який був відсторонений від конструкторської роботи і посланий на фронт, де загинув. Можливо, в такому розвитку подій зіграли значення напружені відносини між конструктором і народним комісаром танкової промисловості І. М. Зальцманом.
Тим не менш, необхідність у легкій САУ була настільки гострою, що народний комісар танкової промисловості В. А. Малишев, який повернувся на посаду (загибель С. О. Гінзбурга була однією з причин відставки І. М. Зальцмана з цієї посади) оголосив конкурс на найкращий проект машини такого типу. У ньому взяли участь колективи заводу № 38 під керівництвом М. О. Попова та Горьківського Автомобільного Заводу (ГАЗ) під керівництвом М. О. Астрова, головного розробника всієї радянської лінії легких і плаваючих танків. Їх прототипи відрізнялися по ряду елементів конструкції, але головним їх нововведенням було використання спареної установки двигунів ГАЗ-203 від легкого танка Т-70, в якій обидва мотори розташовувалися послідовно і працювали на загальний вал. Відповідно, машина була перекомпонована, щоб вмістити в себе велику по довжині силову установку. З кінця 1943 року (після зняття з серійного виробництва легких танків Т-70 і Т-80) обидва ці заводи, а також знову організований завод № 40 в м. Митищі почали великосерійне виробництво легкої САУ з силовою установкою ГАЗ-203, яка отримала армійський індекс СУ-76 (той самий, що й початковий варіант, без індексу «М»). У результаті СУ-76 (всіх моделей) стала наймасовішою після Т-34 бойовою броньованою машиною в Червоній Армії.
Всього було випущено 13932 модернізованих СУ-76, з них 9133 самохідки побудував ГАЗ. Серійне виробництво СУ-76М завершилося в 1945 році, кількома роками пізніше вони були зняті з озброєння Радянської Армії.
На базі СУ-76 пізніх випусків у 1944 була побудована перша повноцінна радянська зенітна самохідна установка ЗСУ-37. Вона випускалася серійно і після зняття базової моделі з виробництва.

## Конструкція і будова

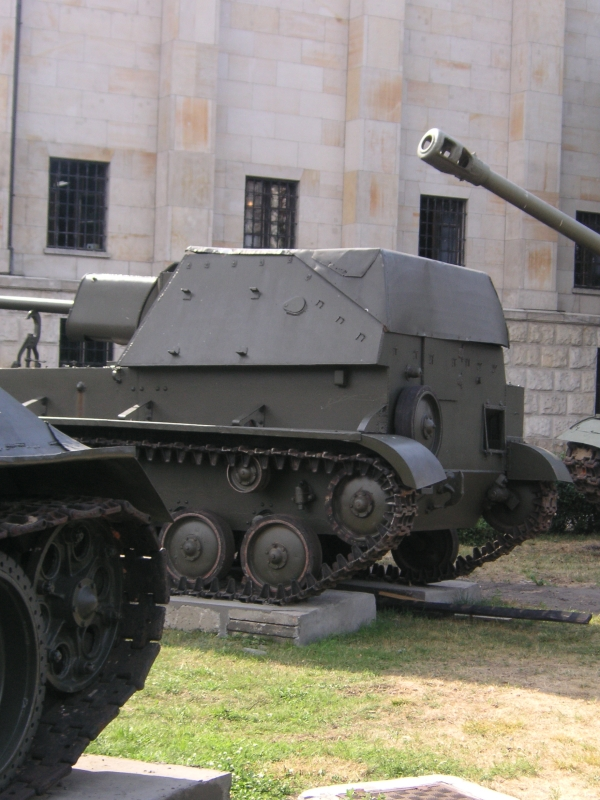
СУ-76 в музеї Війська Польського, Варшава

СУ-76 є напіввідкритою САУ з заднім розташуванням бойового відділення. Механік-водій, бензобаки, рухова установка і трансмісія розміщувалися в передній частині бронекорпусу машини, двигун розташовувався праворуч від осьової лінії машини. Боєзапас, гармата та робочі місця командира машини, навідника і заряджаючого розташовувалися у відкритій зверху і ззаду бойовій рубці.
СУ-76 оснащувалася силовою установкою з двох 4-тактних рядних 6-циліндрових карбюраторних двигунів ГАЗ-202 потужністю 70 к.с. САУ пізнього випуску забезпечувалися форсованим до 85 к.с. варіантом тих же двигунів. Підвіска у СУ-76М індивідуальна торсіонна для кожного з 6 опорних котків малого діаметра по кожному борту. Провідні колеса розташовувалися спереду, а лінивці були ідентичні опорним коткам. Прицільне устаткування включало штатний панорамний приціл гармати ЗІС-3; частина машин оснащувалася радіостанцією 9Р.
Бронювання диференційоване протикульне, товщина лобової броні 35 мм, нахил 60 градусів до нормалі.
Для самооборони екіпаж мав автомати (пістолет-кулемети) ППШ-41 або ППС і кілька ручних гранат Ф-1.

## Варіанти
- СУ-76 з паралельною установкою двигунів і броньовим дахом бойового відділення;
- СУ-76М з паралельною установкою двигунів з підвищеним моторесурсом і без броньового даху бойового відділення
- СУ-76 з руховою установкою, що працює на загальний вал сумарною потужністю 140 к.с.
- СУ-76 з руховою установкою, що працює на загальний вал сумарною потужністю 170 к.с.

## Бойове застосування

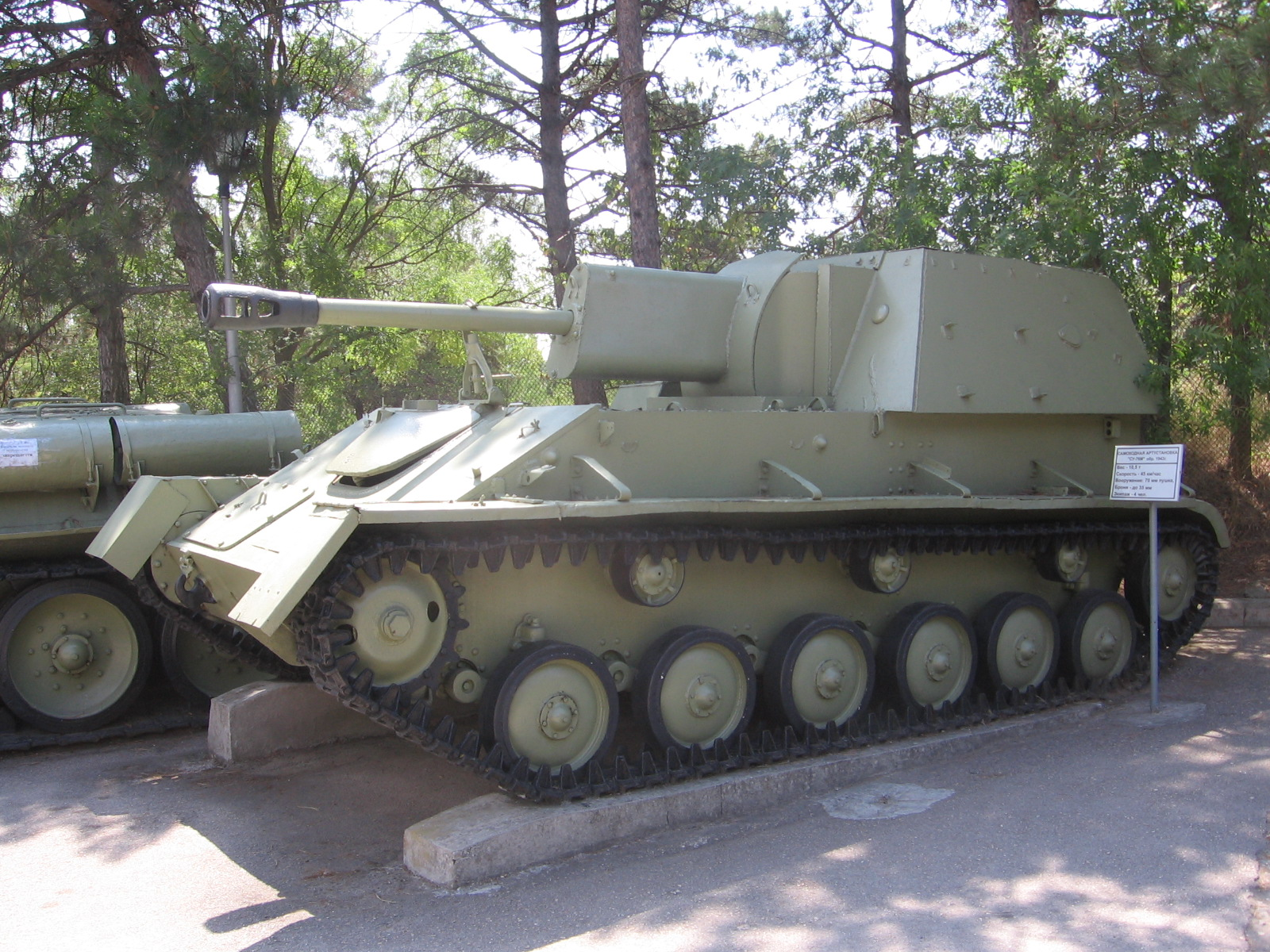
СУ-76М в Музеї на Сапун-горі, Севастополь

СУ-76 призначалася для вогневої підтримки піхоти в ролі легкої штурмової гармати та протитанкової САУ. У цій якості вона замінила легкі танки безпосередньої підтримки піхоти. Однак її оцінка в частинах була дуже суперечливою. Піхотинцям СУ-76 швидше подобалася, так як її вогонь був потужніший, ніж у базового танка Т-70; відкрита рубка дозволяла тісно взаємодіяти з екіпажем у міських боях. Слабкими місцями машини були протикульне бронювання, пожежонебезпечність бензинового двигуна і відкрита бойова рубка, яка не захищала від стрілецького вогню зверху. Хоча з іншого боку, та ж відкрита рубка була зручна для екіпажу в роботі, знімала проблему загазованості бойового відділення при стрільбі і дозволяла легко покинути підбиту самохідку. СУ-76 мала багато позитивних сторін — легкість в обслуговуванні, надійність, малошумність, високу прохідність по лісисто-болотистій місцевості.
У першому ж бою виявили конструктивні недоліки самохідок СУ-76. Так іноді говорили про СУ-76 на передовій. Враховуючи такі недоліки, за наявності на озброєнні в полках поряд з СУ-76 також інших самоходок, таких як СУ-122, мали місце рішення командувачів полками розділити полк на два, виділивши СУ-76 в окремий.Згодом високу оцінку самохідкам СУ-76 дав у військових мемуарах видатний полководець Другої світової війни Маршал Радянського Союзу К.К. Рокоссовський: «Особливо сподобалися солдатам самохідні артилерійські установки СУ-76. Ці легкі, рухливі машини встигали всюди, щоб своїм вогнем і гусеницями підтримати, виручити піхоту, а піхотинці, у свою чергу, готові були захищати їх від вогню ворожих бронебійників та фаусників».
Як протитанкова САУ СУ-76 могла успішно боротися з усіма типами легких і середніх танків вермахту і рівноцінними САУ противника. Проти важкої «Пантери» (за німецькою класифікацією - середній танк) СУ-76 теж мала шанси на перемогу — 76-мм снаряди пробивали маску гармати і відносно тонку бортову броню. Проти «Тигра» і більш важких машин СУ-76 була малоефективна. Інструкції для екіпажу наказували в такому випадку стріляти в ходову частину і ствол гармати; бити в борт на близьких дистанціях. Введення підкаліберних і кумулятивного снарядів трохи спростило боротьбу з важкоброньованими цілями. Грамотне використання маскування і рельєфу місцевості, а також маневрування від одного відритого в ґрунті укриття до іншого дозволяло досвідченим екіпажам успішно відбивати танкові атаки противника.
СУ-76 іноді використовувалися для стрільби з закритих позицій. Кут підвищення її гармати був максимальним серед усіх радянських серійних самохідок і дальність стрільби досягала 17 км. На завершальному етапі війни СУ-76 також використовувалися як ерзац-БТР, машини передових артилерійських спостерігачів або для евакуації поранених.
У складі північнокорейської армії СУ-76 застосовувалися в Корейській війні (1950–1953).

## Збережені СУ-76
Завдяки великому числу випущених самохідок, СУ-76 присутні в експозиціях багатьох музеїв або служать машинами-пам'ятниками в різних містах і військових частинах Росії. В Україні СУ-76 встановлена як пам'ятник у місті Корсунь-Шевченківський Черкаської області.

## СУ-76 у відеоіграх
СУ-76 можна побачити в ряді відеоігор:
- В RTS Sudden Strike 3: Arms for Victory.
- Red Orchestra: Ostfront 41-45.
- MMO «World of Tanks»[2]
- Company of Heroes 2

Відображення тактико-технічних характеристик бронетехніки та особливостей її застосування в бою в багатьох комп'ютерних іграх часто далекі від реальності.